# Heidelberg (Teksas)
Heidelberg je naseljeno mjesto za statističke potrebe u američkoj saveznoj državi Teksas. Prema popisu stanovništva iz 2010. u njemu je živjelo 1.725 stanovnika.